# 溪水社
溪水社（けいすいしゃ）は、広島市中区にある出版社。1975年創業。人文・社会科学や教育学の分野関連の書籍を多数出版。特に国語教育の分野では認知度が高い。